# Unión Deportivo Marítimo
Unión Deportivo Marítimo fue un equipo de fútbol representante de Los Teques,  que participó en la segunda división del fútbol venezolano, siendo campeón y ascendiendo a primera división para la siguiente temporada. Fue reconocido como el parcial sucesor del famoso Club Sport Marítimo de Venezuela.

## Historia
El Deportivo Marítimo fue fundado y dirigido por Rafael Santana en el año 2002. En su temporada debut en segunda división en 2002-2003, logró buenos resultados, siendo terceros de su grupo. Los partidos eran realizados en el Polideportivo Arnaldo Arocha. En la siguiente temporada, ascenderían a la Primera División de Venezuela al derrotar al extinto Deportivo Anzoátegui en la final del torneo de ascenso. Posteriormente, fue vendida la plaza al Deportivo Italmaracaibo, e inscrito formalmente ante la Federación Venezolana de Fútbol.

## Palmarés

### Torneos profesionales
- Segunda División de Venezuela (1): 2004